# 船橋市立前原小学校
船橋市立前原小学校（ふなばししりつ まえはらしょうがっこう）は、千葉県船橋市前原西二丁目にある公立小学校。通称は「前小」（まえしょう）。なお、「前原」の読みについては脚注を参照のこと。

## 概観
船橋市内の小学校でも有数の伝統校。
特徴としては多くの合奏コンクールで受賞を受けている。
バスケットボール部も県内外から強豪チームとして知られており、プロバスケットボール選手も輩出している。

### 教育目標
笑顔いっぱい　あたたか前原

## 学区
- 前原西一丁目 - 三丁目・五丁目
- 前原東一丁目 - 四丁目

## 沿革
- 1872年（明治5年） - 学制が公布される。
- 1873年（明治6年） - 前原尋常小学校（道入庵）設立
- 1956年（昭和31年） - 二宮小学校より、船橋市立前原小学校として独立
- 1960年（昭和35年） - 中野木小学校開設に伴い中野木地区分離
- 1980年（昭和55年） - 田喜野井小学校開設に伴い田喜野井地区分離

## 部活動
- 合奏部
- バスケットボール部(中野木小学校と合同)

平成17年度より、前原小学校と中野木小学校の2校のミニバスチームが合併し、前原中野木MBCとして、男子は中野木小学校、女子は前原小学校にて活動している。（通常2校の生徒は学区の関係上、船橋市立前原中学校に進学する。）
男子は市内や県内で上位常連の強豪チーム。
千葉県大会を勝ち抜き、全国大会出場経験もこれまでに4回ある（1回目は合併前の前原小学校単独で、平成7年度に千葉県大会優勝、全国大会出場）。
過去1度、全国優勝を果たしている。
【全国大会戦績】
第40回大会：第3位
第43回大会：優勝
第48回大会：ブロック敗退
Bリーグプレイヤーも2名（田代直希、伊藤達哉 (バスケットボール)）輩出している。
- ソフトボール部（2015年第8回全日本春季小学生ソフトボール大会第3位）

## 著名な出身者
- 倉木麻衣 - 歌手
- 現田茂夫 - 指揮者
- 田久保裕一 - 指揮者
- 田代直希 - バスケットボール選手 - 琉球ゴールデンキングス - 千葉ジェッツ
- 伊藤達哉 (バスケットボール) - バスケットボール選手 - 京都ハンナリーズ - 大阪エヴェッサ - 名古屋ダイヤモンドドルフィンズ - 琉球ゴールデンキングス

## 交通
- JR津田沼駅下車 徒歩10分
- 京成電鉄京成松戸線新津田沼駅下車 徒歩10分
- 京成電鉄京成松戸線前原駅下車 徒歩10分